# Giuseppe Cambiano
Giuseppe Cambiano (* 18. Mai 1941 in Turin) ist ein italienischer Historiker der Philosophie der Antike.

## Leben
Cambiano hat nach einem Studium der Philosophie 1965 bei Nicola Abbagnano an der Universität Turin die laurea erworben. Er war darauf von 1968 bis 1975 Assistent am Lehrstuhl für Geschichte der Philosophie der Antike, den Pietro Chiodi damals anfangs innehatte, und war ebendort von 1972 bis 1977 Professore incaricato für Philosophiegeschichte. Von 1975 bis 1977 war er dort Professore straordinario für Geschichte der Philosophie der Antike. Von 1977 bis 2002 war er professore straordinario und anschließend ordinario für Geschichte der Philosophie. Von 2003 war er Professore ordinario für Geschichte der Philosophie der Antike. 2004 wechselte er in gleicher Funktion an die Scuola Normale Superiore di Pisa. 2011 wurde er dort emeritiert.
Cambiano versah im Laufe seiner Karriere verschiedene Funktionen. Er war von 1979 bis 1985 Leiter des Istituto di Filosofia, des späteren Dipartimento di Filosofia der Universität Turin, von 2000 bis 2003 war er Präsident des Corso di laurea specialistica in Filosofia e storia delle idee und von 2002 bis 2003 stellvertretender Leiter der Facoltà di Lettere e filosofia der Universität Turin. Von 1998 bis 2000 war er Präsident der Consulta Nazionale Universitaria di Filosofia und sechs Jahre lang Mitglied des wissenschaftlichen Beirats der International Plato Society. Von 2007 bis 2009 übernahm er die Leitung des vom früh verstorbenen Emanuele Narducci gegründeten Centro di Studi sulla Fortuna dell’Antico in Sestri Levante.

## Auszeichnungen
Von 1990 an ist er korrespondierendes Mitglied der Accademia delle Scienze di Torino, seit 1997 ist er korrespondierendes Mitglied der Accademia Nazionale dei Lincei.

## Forschungsgebiete
Cambiano arbeitet zu vier Themen. Erstens zur Geschichte der antiken Philosophie, insbesondere zu Platon und Aristoteles, zweitens zur Geschichte der Wissenschaften in der Antike, insbesondere zur Geometrie, zur Mechanik und zur Medizin, drittens zur Geschichte der Philosophiegeschichtsschreibung und derjenigen der Naturwissenschaften seit der Antike, viertens zum Nachleben der Antike, mit besonderer Aufmerksamkeit auf den Darstellungen der Polis in der europäischen Kultur von 1400 bis 1800.

## Schriften (Auswahl)
- Come nave in tempesta. Il governo della città in Platone e Aristotele. Laterza, Rom, Bari 2016.
- Filosofia italiana e pensiero antico. Edizioni della Normale, Pisa 2016.
- I filosofi in Grecia e a Roma. Quando pensare era un modo di vivere. Il Mulino, Bologna 2013.
- Perché leggere i classici. Interpretazione e scrittura. Il Mulino, Bologna 2010, ISBN 9788815146502.
- Storia della filosofia antica. Laterza, Rom, Bari 2009, ISBN 9788842073253.
- Figure, macchine, sogni. Saggi sulla scienza antica. Edizioni di Storia e Letteratura, Rom 2006
- Storia della filosofia antica. Laterza, Roma, Bari 2004.
- mit Massimo Mori: Le stelle di Talete. 3 Bände, Laterza scolastica, Roma, Bari 2004
- Oralità e scrittura nell’ermeneutica di Gadamer. In: Gadamer: bilanci e prospettive. Atti del convegno svolto in collaborazione con l'Istituto Italiano per gli Studi Filosofici (Bologna, 13–15 marzo 2003). A cura di Michele Gardini e Giovanni Matteucci, Introduzione di Lino Rossi. Quodlibet, Macerata 2004.
- Polis. Un modello per la cultura europea. Laterza, Rom, Bari 2000
  - Französische Übersetzung: Polis. Histoire d’un modèle politique. Aubier, Paris 2003.
- Platone e le tecniche. Einaudi, Torino 1971; 3. Auflage, Laterza, Rom, Bari 1991.
- Ermeneutica e filologia, in: Rivista di filosofia 88.3, 1997, 429–460.
- mit Massimo Mori: Storia e antologia della filosofia. 3 Bände, Laterza Edizioni Scolastiche, Rom, Bari 1993–1995
- Il ritorno degli antichi. Laterza, Rom, Bari 1988.
  - Französische Übersetzung: Le retour des anciens. Belin, Paris 1994.
- La filosofia in Grecia e a Roma. Laterza, Rom, Bari 1987.
- (Hrsg.): Storiografia e dossografia nella filosofia antica. Tirrenia, Turin 1986.
- Dalla polis senza schiavi agli schiavi senza polis, in: Opus Band 1, 1982, Ss. 11–32.
- Filosofia e scienza nel mondo antico. Loescher, Turin 1976.
- Montesquieu e le antiche repubbliche greche, in: Rivista di Filosofia Band 65, 1974, Ss. 93–144.
- La scuola megarica nelle interpretazioni moderne, in: Rivista di Filosofia Band 62, 1971, Ss. 227–253.